# Sévigny-Waleppe
Sévigny-Waleppe is een gemeente in het Franse departement Ardennes (regio Grand Est) en telt 268 inwoners (2004). De plaats maakt deel uit van het arrondissement Rethel.

## Geografie
De oppervlakte van Sévigny-Waleppe bedraagt 24,5 km², de bevolkingsdichtheid is 10,9 inwoners per km².
De onderstaande kaart toont de ligging van Sévigny-Waleppe met de belangrijkste infrastructuur en aangrenzende gemeenten.

## Demografie
Onderstaande figuur toont het verloop van het inwonertal (bron: INSEE-tellingen).

Vanwege een beveiligingsprobleem met de MediaWiki Graph-software is het momenteel niet mogelijk deze grafiek weer te geven. Zodra de software is bijgewerkt zal de grafiek vanzelf weer zichtbaar worden.

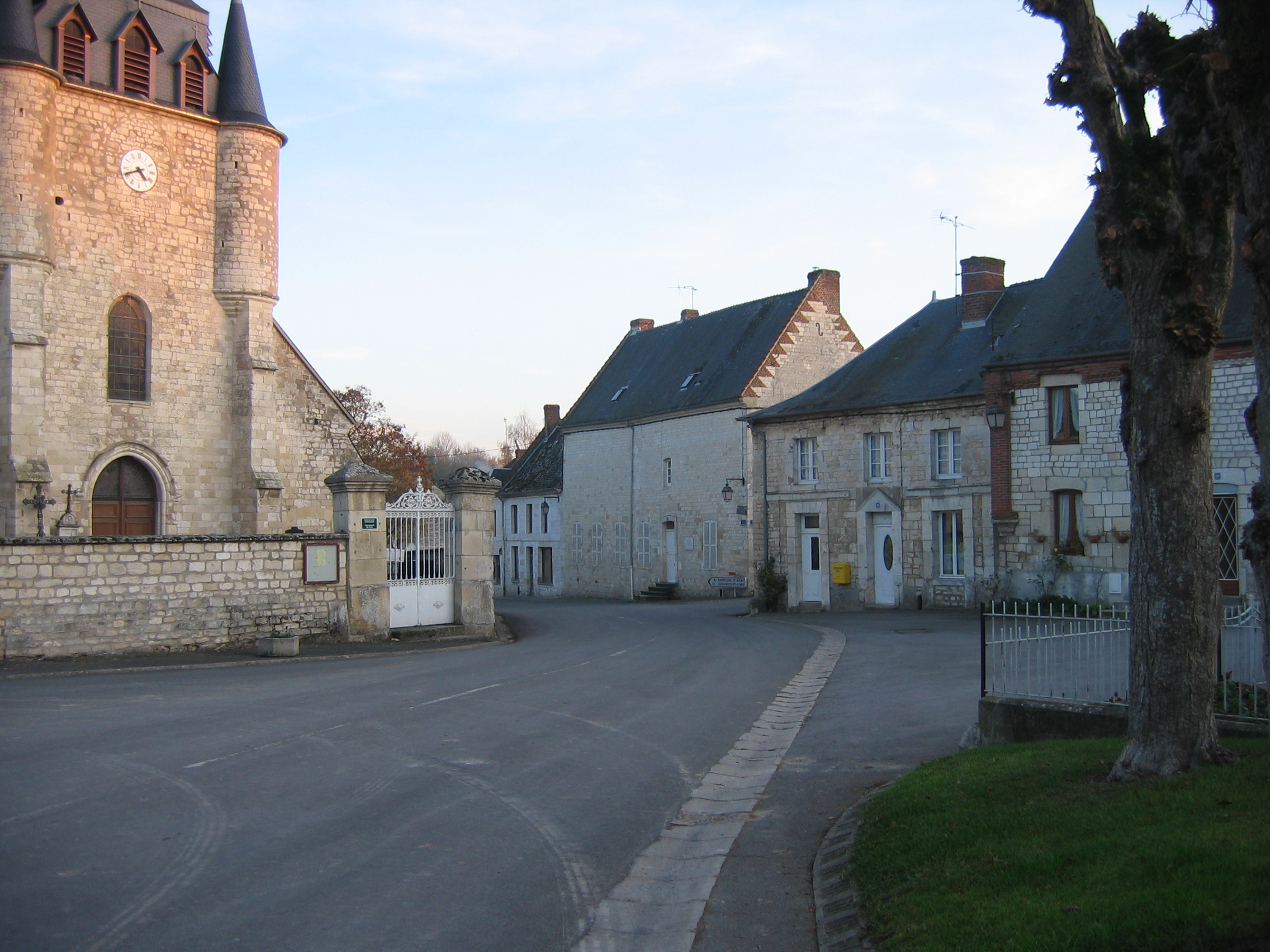
Centrum van Sévigny-Waleppe